# Campioni italiani assoluti di atletica leggera - 3000 metri piani femminili
Questa pagina raccoglie un elenco di tutte le campionesse italiane dell'atletica leggera nei 3000 metri piani, specialità che ha fatto parte del programma dei campionati italiani assoluti di atletica leggera femminili dal 1972 al 1994.

## Albo d'oro
| Anno | Atleta (società)                                   | Prestazione |
| ---- | -------------------------------------------------- | ----------- |
| 1972 | Bruna Lovisolo Fiat Torino                         | 9'45"0(m)   |
| 1973 | Margherita Gargano Unione Sportiva Palermo         | 9'32"6(m)   |
| 1974 | Paola Pigni-Cacchi SNIA Milano                     | 9'09"15     |
| 1975 | Silvana Cruciata Fiamma Roma                       | 9'22"8      |
| 1976 | Margherita Gargano Unione Sportiva Palermo         | 9'12"2      |
| 1977 | Cristina Tomasini Unione Sportiva Quercia Rovereto | 9'12"3      |
| 1978 | Silvana Cruciata Fiamma Roma                       | 9'05"1      |
| 1979 | Margherita Gargano Fiat OM Brescia                 | 9'03"7      |
| 1980 | Margherita Gargano CUS Palermo                     | 8'59"9      |
| 1981 | Silvana Cruciata Fiamma Roma                       | 8'50"74     |
| 1982 | Agnese Possamai Fiamma Belluno                     | 8'57"09     |
| 1983 | Agnese Possamai Fiamma Belluno                     | 9'05"74     |
| 1984 | Agnese Possamai Fiamma Belluno                     | 9'05"91     |
| 1985 | Agnese Possamai Fiamma Belluno                     | 9'14"27     |
| 1986 | Roberta Brunet CUS Roma                            | 9'06"74     |
| 1987 | Agnese Possamai Fiamma Dolomiti Belluno            | 9'08"77     |
| 1988 | Roberta Brunet CUS Roma                            | 8'58"97     |
| 1989 | Roberta Brunet CUS Roma                            | 9'04"05     |
| 1990 | Roberta Brunet CUS Roma                            | 8'48"74     |
| 1991 | Nadia Dandolo Snam Gas Metano                      | 8'48"21     |
| 1992 | Roberta Brunet Sisport Fiat Snia                   | 9'00"21     |
| 1993 | Valentina Tauceri Snam Gas Metano                  | 9'08"49     |
| 1994 | Roberta Brunet Sisport Fiat Torino                 | 9'12"24     |